# Denzel Washington
Denzel Washington (Mount Vernon, New York, 1954. december 28. –) kétszeres Oscar-díjas és kétszeres Golden Globe-díjas amerikai színész, filmrendező és producer.

## Fiatalkora
Az érettségit követően újságírást tanult a Fordham Egyetemen, de miután diplomázott, a színészet felé kacsintgatott, és San Franciscóba ment az Amerikai Színház Konzervatóriumba. Egy év elteltével elhagyta az intézetet, hogy színészként próbáljon szerencsét.

## Pályafutása
Elsőként televíziós produkciókban kapott szerepeket. Első mozifilmes szerepében – Kedves fekete fiam (1981) – George Segal volt a partnere. Az 1980-as években párhuzamosan dolgozott televízióban és a mozivásznon. Hat évig játszotta az NBC Egy kórház magánélete című drámasorozatában Dr. Chandler szerepét. Első Oscar-jelölését 1987-ben a Kiálts szabadságért! című filmért kapta. 1989-ben Oscar- és Golden Globe-díjat nyert Az 54. hadtest című filmben nyújtott alakításáért. A szökött rabszolga szerep után az 1990-es években több nagy kasszasikerben vállalt szerepet: előbb a Pelikán Ügyirat (1993) című John Grisham adaptációban Julia Roberts mellett oknyomozó újságírót játszott, majd Az utolsó esély (1995) című thillerben Gene Hackmannel egy tengeralattjáró irányításáért küzdöttek. A bátrak igazsága (1996) című háborús drámában a Meg Ryan által alakított szereplő halála után nyomozott katonatisztként. Egyik legnagyobb alakítását 1992-ben egy életrajzi filmben, a Malcolm X címszerepében nyújtotta. Az évtized során szerencsésen válogatta szerepeit. 1993-ban eljátszotta a Philadelphia – Az érinthetetlen egyik főszerepét. A Tom Hanks által megformált AIDS-es homoszexuális főszereplőt képviselte ügyvédként egy munkaügyi diszkriminációs perben, alakítását dicsérték a kritikusok.
Az évtized második felében elsősorban akciófilmekben és bűnügyi filmekben játszott kisebb (Letaszítva, Kék ördög, Sid 6.7) és nagyobb (A csontember, Szükségállapot) kritikai sikerrel. A Kinek a papné (1996) című vígjáték-drámában angyalként Whitney Houston karakterének segített rendbe szedni magánéletét. Az egykori bokszvilágbajnok, Rubin Carter, azaz Hurrikán életét vitte vászonra a Hurrikán (1999) című életrajzi filmben. A szereppel Golden-Globe-ot kapott, és Oscarra is jelölték, de azt nem ő nyerte. A film nagy botrányt kavart, mert máig nem derült ki, hogy az életfogytiglani börtönbüntetésre ítélt exvilágbajnok bokszoló tényleg ártatlan-e, ahogy ő vallotta, vagy valóban vannak a múltjának sötét foltjai.
Védjegyének tekinthető, hogy gyakran alakít valós karaktereket: Rubin Cartert a Hurrikán, Malcolm X-et a Malcolm X és Herman Boone amerikaifutball-edzőt az Emlékezz a Titánokra! című filmekben. Megszállottságára jellemző, hogy a Hurrikán címszerepéért egy évig bokszedzéseket vett Terry Clybon trénertől.
2000 után is sikeres szerepeket vállalt, hiszen a Kiképzés című filmben nyújtott alakításáért megkapta az Oscart és Golden Globe-ra is jelölték. Még az Oscar átvétele előtt tűnt fel a Végszükségben, amelyben elkeseredetten küzd fia életéért. Rendezőként is bemutatkozott, az Antwone Fisher története elnyerte a washingtoni filmkritikusok díját legjobb rendező kategóriában. Aztán több bűnügyi filmben, illetve thrillerben szerepelt –  Időzavarban ,  A tűzben edzett férfi ,  A mandzsúriai jelölt ,  A belső ember  és  Déjà vu.
2007-ben készült el az  Amerikai gengszter, melyben drogbárót játszik, az őt elfogni próbáló Russell Crowe ellenfeleként. 2009-ben Walter Garber szerepében a Hajsza a föld alatt című filmben a túszejtő John Travolta ellenlábasa volt. 2010-ben az Éli könyve és a Száguldó bomba című filmekben szerepelt. 2012-ben Golden Globe- és Oscar-díjra jelölték a Kényszerleszállás című filmjéért, ugyanebben az évben a Védhetetlen főszereplőjeként is közönségsikert ért el, Ryan Reynoldsszal az oldalán. 2013-ban Mark Wahlberggel társult a 2 kaliber című akciófilmben. A Kiképzés után ismét Antoine Fuqua rendezővel dolgozott, először annak A védelmező, két évvel rá pedig A hét mesterlövész című rendezéseiben.

## Magánélete
1983 óta él házasságban Pauletta Pearsonnal, négy gyermekük született.

## Filmográfia

### Film

#### Rendező és producer
| Év   | Magyar cím                      | Eredeti cím                                    | Feladatkör | Feladatkör |
| Év   | Magyar cím                      | Eredeti cím                                    | Rendező    | Producer   |
| ---- | ------------------------------- | ---------------------------------------------- | ---------- | ---------- |
| 1995 |                                 | Hank Aaron: Chasing the Dream (dokumentumfilm) | Nem        | Vezető     |
| 2002 | Antwone Fisher története        | Antwone Fisher                                 | Igen       | Igen       |
| 2007 | Érvek és életek                 | The Great Debaters                             | Igen       | Nem        |
| 2010 | Éli könyve                      | The Book of Eli                                | Nem        | Igen       |
| 2012 | Védhetetlen                     | Safe House                                     | Nem        | Vezető     |
| 2014 | A védelmező                     | The Equalizer                                  | Nem        | Igen       |
| 2016 | Kerítések                       | Fences                                         | Igen       | Igen       |
| 2017 | A jogdoktor                     | Roman J. Israel, Esq.                          | Nem        | Igen       |
| 2018 | A védelmező 2.                  | The Equalizer 2                                | Nem        | Igen       |
| 2020 | Ma Rainey: A blues nagyasszonya | Ma Rainey's Black Bottom                       | Nem        | Igen       |
| 2021 | Napló kisfiamnak                | A Journal for Jordan                           | Igen       | Igen       |
| 2023 | A védelmező 3.                  | The Equalizer 3                                | Nem        | Igen       |
| 2024 | A zongoraóra                    | The Piano Lesson                               | Nem        | Igen       |

#### Színész
| Év   | Magyar cím                          | Eredeti cím              | Szerep                               | Magyar hang     | Rendező                |
| ---- | ----------------------------------- | ------------------------ | ------------------------------------ | --------------- | ---------------------- |
| 1981 | Kedves fekete fiam                  | Carbon Copy              | Roger Porter                         | Háda János      | Michael Schultz        |
| 1981 | Kedves fekete fiam                  | Carbon Copy              | Roger Porter                         | Szokol Péter    | Michael Schultz        |
| 1984 | Katonatörténet                      | A Soldier's Story        | Melvin Peterson őrvezető             | Dányi Krisztián | Norman Jewison (1.)    |
| 1986 | Hatalom                             | Power                    | Arnold Billing                       | Csuja Imre      | Sidney Lumet           |
| 1987 | Kiálts a szabadságért!              | Cry Freedom              | Steve Biko                           | Széles László   | Richard Attenborough   |
| 1988 | A hazáért és a királynőért          | For Queen & Country      | Reuben James                         | Kálid Artúr     | Martin Stellman        |
| 1989 | Rátarti Quinn, a karibi rendőrfőnök | The Mighty Quinn         | Xavier Quinn                         | Epres Attila    | Carl Schenkel          |
| 1989 | Rátarti Quinn, a karibi rendőrfőnök | The Mighty Quinn         | Xavier Quinn                         | Dányi Krisztián | Carl Schenkel          |
| 1989 | Az 54. hadtest                      | Glory                    | Silas Trip közlegény                 | Gesztesi Károly | Edward Zwick (1.)      |
| 1989 | Az 54. hadtest                      | Glory                    | Silas Trip közlegény                 | Kálid Artúr     | Edward Zwick (1.)      |
| 1990 | Zsaruszív                           | Heart Condition          | Napoleon Stone                       | Kautzky Armand  | James D. Parriott      |
| 1990 | Mo’ Better Blues                    | Mo’ Better Blues         | Bleek Gilliam                        | Galambos Péter  | Spike Lee (1.)         |
| 1991 | Visszakézből                        | Ricochet                 | Nick Sytles                          | Jakab Csaba     | Russell Mulcahy        |
| 1991 | Visszakézből                        | Ricochet                 | Nick Sytles                          | Kálid Artúr     | Russell Mulcahy        |
| 1991 |                                     | Mississippi Masala       | Demetrius Williams                   |                 | Mira Nair              |
| 1992 | Malcolm X                           | Malcolm X                | Malcolm X                            | Jakab Csaba     | Spike Lee (2.)         |
| 1993 | Sok hűhó semmiért                   | Much Ado About Nothing   | Don Pedro, Aragónia hercege          | Szakácsi Sándor | Kenneth Branagh        |
| 1993 | A Pelikán ügyirat                   | The Pelican Brief        | Gray Grantham                        | Galambos Péter  | Alan J. Pakula         |
| 1993 | Philadelphia – Az érinthetetlen     | Philadelphia             | Joe Miller                           | Jakab Csaba     | Jonathan Demme (1.)    |
| 1995 | Az utolsó esély                     | Crimson Tide             | Ron Hunter őrnagy                    | Selmeczi Roland | Tony Scott (1.)        |
| 1995 | SID 6.7 – A tökéletes gyilkos       | Virtousity               | Parker Barnes hadnagy                | Galambos Péter  | Brett Leonard          |
| 1995 | Kék ördög                           | Devil in a Blue Dress    | Ezekiel Rawlins                      | Jakab Csaba     | Carl Franklin (1.)     |
| 1996 | A bátrak igazsága                   | Courage Under Fire       | Nathaniel Serling alezredes          | Jakab Csaba     | Edward Zwick (2.)      |
| 1996 | Kinek a papné                       | The Preacher's Wife      | Dudley                               | Galambos Péter  | Penny Marshall         |
| 1998 | Letaszítva                          | Fallen                   | John Hobbes nyomozó                  | Csankó Zoltán   | Gregory Hoblit         |
| 1998 | Letaszítva                          | Fallen                   | John Hobbes nyomozó                  | Jakab Csaba     | Gregory Hoblit         |
| 1998 | A játék ördöge                      | He Got Game              | Jake Shuttlesworth                   | Selmeczi Roland | Spike Lee (3.)         |
| 1998 | Szükségállapot                      | The Siege                | Anthony Hubbart                      | Kálid Artúr     | Edward Zwick (3.)      |
| 1999 | A csontember                        | The Bone Collector       | Lincoln Rhyme                        | Jakab Csaba     | Phillip Noyce          |
| 1999 | Hurrikán                            | The Hurricane            | Rubin Carter                         | Reviczky Gábor  | Norman Jewison (2.)    |
| 2000 | Emlékezz a Titánokra!               | Remember the Titans      | Herman Boone                         | Galambos Péter  | Boaz Yakin             |
| 2001 | Kiképzés                            | Training Day             | Alonzo Harris                        | Kálid Artúr     | Antoine Fuqua (1.)     |
| 2001 | Kiképzés                            | Training Day             | Alonzo Harris                        | Jakab Csaba     | Antoine Fuqua (1.)     |
| 2002 | John Q – Végszükség                 | John Q                   | John Quincy Archibald                | Kálid Artúr     | Nick Cassavetes        |
| 2002 | Antwone Fisher története            | Antwone Fisher           | Dr. Jerome Davenport                 | Galambos Péter  | Denzel Washington (1.) |
| 2003 | Időzavarban                         | Out of Time              | Matt Lee Whitlock                    | Szakácsi Sándor | Carl Franklin (2.)     |
| 2004 | A tűzben edzett férfi               | Man on Fire              | John Creasy                          | Galambos Péter  | Tony Scott (2.)        |
| 2004 | A mandzsúriai jelölt                | The Manchurian Candidate | Ben Marco őrmester                   | Galambos Péter  | Jonathan Demme (2.)    |
| 2006 | A belső ember                       | Inside Man               | Keith Frazier                        | Galambos Péter  | Spike Lee (4.)         |
| 2006 | Déjà Vu                             | Déjà Vu                  | Doug Carlin                          | Galambos Péter  | Tony Scott (3.)        |
| 2007 | Amerikai gengszter                  | American Gangster        | Frank Lucas                          | Galambos Péter  | Ridley Scott (1.)      |
| 2007 | Érvek és életek                     | The Great Debaters       | Melvin B. Tolson                     | Kálid Artúr     | Denzel Washington (2.) |
| 2009 | Hajsza a föld alatt                 | The Taking of Pelham 123 | Walter Garber                        | Jakab Csaba     | Tony Scott (4.)        |
| 2010 | Éli könyve                          | The Book of Eli          | Eli                                  | Kálid Artúr     | Albert és Allen Hughes |
| 2010 | Száguldó bomba                      | Unstoppable              | Frank Barnes                         | Kálid Artúr     | Tony Scott (5.)        |
| 2012 | Védhetetlen                         | Safe House               | Tobin Frost                          | Kálid Artúr     | Daniel Espinosa        |
| 2012 | Kényszerleszállás                   | Flight                   | William "Whip" Whitaker Sr. kapitány | Kálid Artúr     | Robert Zemeckis        |
| 2013 | 2 kaliber                           | 2 Guns                   | Robert "Bobby" Trench                | Kálid Artúr     | Baltasar Kormákur      |
| 2014 | A védelmező                         | The Equalizer            | Robert McCall                        | Kálid Artúr     | Antoine Fuqua (2.)     |
| 2016 | A hét mesterlövész                  | The Magnificent Seven    | Sam Chisolm                          | Kálid Artúr     | Antoine Fuqua (3.)     |
| 2016 | Kerítések                           | Fences                   | Troy Maxson                          | Kálid Artúr     | Denzel Washington (3.) |
| 2017 | A jogdoktor                         | Roman J. Israel, Esq.    | Roman J. Israel jogdoktor            | Kálid Artúr     | Dan Gilroy             |
| 2018 | A védelmező 2.                      | The Equalizer 2          | Robert McCall                        | Kálid Artúr     | Antoine Fuqua (4.)     |
| 2021 | Ördög a részletekben                | The Little Things        | Joe "Deke" Deacon seriffhelyettes    | Kálid Artúr     | John Lee Hancock       |
| 2021 | Macbeth tragédiája                  | The Tragedy of Macbeth   | Lord Macbeth                         |                 | Joel Coen              |
| 2023 | A védelmező 3.                      | The Equalizer 3          | Robert McCall                        | Kálid Artúr     | Antoine Fuqua (5.)     |
| 2024 | Gladiátor II.                       | Gladiator II             | Macrinus                             | Kálid Artúr     | Ridley Scott (2.)      |
| 2025 |                                     | Highest 2 Lowest         |                                      |                 | Spike Lee (5.)         |

### Televízió
| Év        | Magyar cím                 | Eredeti cím                                        | Szerep                                           | Megjegyzések       |
| --------- | -------------------------- | -------------------------------------------------- | ------------------------------------------------ | ------------------ |
| 1977      |                            | The Wilma Rudolph Story                            | Robert Eldridge 18 évesen                        | tévéfilm           |
| 1979      |                            | Flesh & Blood                                      | Kirk                                             | tévéfilm           |
| 1982–1988 | Egy kórház magánélete      | St. Elsewhere                                      | Dr. Philip Chandler                              | 118 epizód         |
| 1984      | Gyilkosságra felhatalmazva | License to Kill                                    | Martin Sawyer                                    | tévéfilm           |
| 1986      |                            | The George McKenna Story                           | George McKenna                                   | tévéfilm           |
| 1992      |                            | Great Performances                                 | narrátor                                         | 1 epizód           |
| 1992      |                            | Liberators: Fighting on Two Fronts in World War II | narrátor                                         | dokumentumfilm     |
| 1995–1997 |                            | Happily Ever After: Fairy Tales for Every Child    | King Omar / Humpty Dumpty / Crooked Man (hangja) | 2 epizód           |
| 2013      |                            | The March                                          | narrátor                                         | dokumentumfilm     |
| 2016      | A Grace klinika            | Grey's Anatomy                                     | nem szerepel                                     | rendező (1 epizód) |

## Fontosabb díjak és jelölések
Kiálts a szabadságért! (1987)
- Oscar-jelölés, legjobb férfi mellékszereplő
- Golden Globe-jelölés, legjobb színész – dráma kategória

Az 54. hadtest (1989)
- Oscar-díj, legjobb férfi mellékszereplő
- Golden Globe-díj, legjobb férfi mellékszereplő

Malcolm X (1992)
- Berlini Nemzetközi Filmfesztivál-díj, legjobb férfi főszereplő
- Oscar-jelölés, legjobb férfi főszereplő
- Golden Globe-jelölés, legjobb színész – dráma kategória

Hurrikán (1999)
- Berlini Nemzetközi Filmfesztivál-díj, legjobb férfi főszereplő
- Golden Globe-díj, legjobb színész – dráma kategória
- Oscar-jelölés, legjobb férfi főszereplő

Kiképzés (2001)
- Oscar-díj, legjobb férfi főszereplő
- Golden Globe-jelölés, legjobb színész – dráma kategória

Amerikai gengszter (2007)
- Golden Globe-jelölés, legjobb színész – dráma kategória

Kényszerleszállás (2012)
- Golden Globe-jelölés, Legjobb színész – drámai kategória
- Oscar-jelölés, Legjobb férfi alakítás

Kerítések (2016)
- Oscar-jelölés, legjobb férfi főszereplő
- Oscar-jelölés, legjobb film
- Golden Globe-jelölés, legjobb férfi főszereplő (filmdráma)

A jogdoktor (2017)
- Oscar-jelölés, legjobb férfi főszereplő
- Golden Globe-jelölés, legjobb férfi főszereplő (filmdráma)

Macbeth tragédiája (2021)
- Oscar-jelölés, legjobb férfi főszereplő
- Golden Globe-jelölés, legjobb férfi főszereplő (filmdráma)

Gladiátor II. (2024)
- Golden Globe-jelölés, legjobb férfi mellékszereplő